# Витанце
Витанце је насеље у Србији у општини Деспотовац у Поморавском округу. Према попису из 2022. било је 552 становника.
Овде се налази Запис Станојловића храст.

## Порекло становништва
Подаци датирају из 1926. г.
Село је било на месту које се зове Старо Село или Стари Витанци, ближе Деспотовцу; отуда се овамо преселило после турске најезде, кад је био бој на Миливи. Село је старо и не зна се тачно време кад је засновано.
У Горњој су Мали:
- Јонићи (6 к., Св. Ђорђе Алимпије), дошли из Прњавора код Беле Цркве.
- Јанкуљевићи - Бугарчићи (10 к., Св., Никола), дошли од Тимока, били су Власи, па се посрбили.
- Илићи (4 к., Св. Петка), Цигани, не зна се одакле су.

У Доњој су Мали:
- Бачићи - Јонићи (8 к., Св. Ђорђе Алимпије), од старине су род са Јонићима у Горњој Мали.
- Пуцићи (15 к., Митровдан), староседеоци.
- Чочићи (50 к., Св. Никола), староседеоци.
- Јелисавкићи (12 к., Св. Никола), староседеоци.
- Ђурићи (40 к., Св. Ђорђе и Ђурђевдан), дошли са Косова.
- Бркићи (50 к., Митровдан), староседеоци.
- Стојковићи (6 к., Св. Арханђел), дошли од Тимока.
- Сарићи (10 к., Велика Госпођа), не зна се одакле су.

## Демографија
У насељу Витанце живи 611 пунолетних становника, а просечна старост становништва износи 45,5 година (43,7 код мушкараца и 47,3 код жена). У насељу има 237 домаћинстава, а просечан број чланова по домаћинству је 3,07.
Ово насеље је великим делом насељено Србима (према попису из 2002. године).
|  |

| Демографија | Демографија | Демографија |
| Година      | Становника  | Становника  |
| ----------- | ----------- | ----------- |
| 1948.       | 1.375       |             |
| 1953.       | 1.396       |             |
| 1961.       | 1.424       |             |
| 1971.       | 1.334       |             |
| 1981.       | 1.304       |             |
| 1991.       | 1.160       | 969         |
| 2002.       | 728         | 956         |

| Етнички састав према попису из 2002.‍ | Етнички састав према попису из 2002.‍ | Етнички састав према попису из 2002.‍ | Етнички састав према попису из 2002.‍ | Етнички састав према попису из 2002.‍ |
| ------------------------------------ | ------------------------------------ | ------------------------------------ | ------------------------------------ | ------------------------------------ |
|                                      |                                      |                                      |                                      |                                      |
| Срби                                 | Срби                                 |                                      | 726                                  | 99,72%                               |
| Хрвати                               | Хрвати                               |                                      | 1                                    | 0,13%                                |
| Македонци                            | Македонци                            |                                      | 1                                    | 0,13%                                |
| непознато                            | непознато                            |                                      | 0                                    | 0,0%                                 |

| Година пописа     | 1948. | 1953. | 1961. | 1971. | 1981. | 1991. | 2002. |
| ----------------- | ----- | ----- | ----- | ----- | ----- | ----- | ----- |
| Број домаћинстава | 255   | 278   | 328   | 348   | 356   | 308   | 237   |

| Број чланова      | 1  | 2  | 3  | 4  | 5  | 6  | 7 | 8 | 9 | 10 и више | Просек |
| ----------------- | -- | -- | -- | -- | -- | -- | - | - | - | --------- | ------ |
| Број домаћинстава | 57 | 58 | 34 | 29 | 30 | 20 | 7 | 1 | 0 | 1         | 3,07   |

| Пол    | Укупно | Неожењен/Неудата | Ожењен/Удата | Удовац/Удовица | Разведен/Разведена | Непознато |
| ------ | ------ | ---------------- | ------------ | -------------- | ------------------ | --------- |
| Мушки  | 310    | 75               | 202          | 25             | 8                  | 0         |
| Женски | 317    | 29               | 201          | 79             | 8                  | 0         |
| УКУПНО | 627    | 104              | 403          | 104            | 16                 | 0         |

| Пол    | Укупно                    | Пољопривреда, лов и шумарство | Рибарство                            | Вађење руде и камена | Прерађивачка индустрија       |
| ------ | ------------------------- | ----------------------------- | ------------------------------------ | -------------------- | ----------------------------- |
| Мушки  | 171                       | 72                            | 0                                    | 16                   | 15                            |
| Женски | 88                        | 63                            | 0                                    | 1                    | 3                             |
| УКУПНО | 259                       | 135                           | 0                                    | 17                   | 18                            |
| Пол    | Производња и снабдевање   | Грађевинарство                | Трговина                             | Хотели и ресторани   | Саобраћај, складиштење и везе |
| Мушки  | 9                         | 21                            | 8                                    | 4                    | 10                            |
| Женски | 0                         | 0                             | 6                                    | 1                    | 0                             |
| УКУПНО | 9                         | 21                            | 14                                   | 5                    | 10                            |
| Пол    | Финансијско посредовање   | Некретнине                    | Државна управа и одбрана             | Образовање           | Здравствени и социјални рад   |
| Мушки  | 1                         | 0                             | 7                                    | 4                    | 1                             |
| Женски | 0                         | 2                             | 1                                    | 4                    | 3                             |
| УКУПНО | 1                         | 2                             | 8                                    | 8                    | 4                             |
| Пол    | Остале услужне активности | Приватна домаћинства          | Екстериторијалне организације и тела | Непознато            | Непознато                     |
| Мушки  | 3                         | 0                             | 0                                    | 0                    | 0                             |
| Женски | 4                         | 0                             | 0                                    | 0                    | 0                             |
| УКУПНО | 7                         | 0                             | 0                                    | 0                    | 0                             |